# 巴克特里亞·馬爾吉阿納文明體

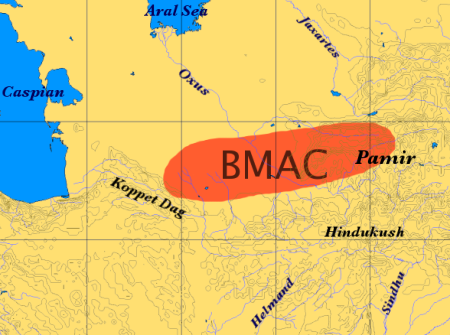
巴克特里亞·馬爾吉阿納文明體疆域

巴克特里亞·馬爾吉阿納文明區（英語：Bactria–Margiana Archaeological Complex，简称BMAC）又稱阿克瑟斯文明（英語：Oxus civilization），是現代考古學對公元前2300年至公元前1700年一個中亞青銅時代文明的命名。該文明體位於現今土庫曼斯坦、阿富汗北部、伊朗東北部、烏茲別克南部及塔吉克斯坦西部，以阿姆河（又稱阿克瑟斯）為核心。巴克特里亞·馬爾吉阿納文明體的遺址是由蘇聯考古學家維克托·薩瑞阿尼迪（Viktor Sarianidi）在1976年發現，並予以命名。巴克特里亞是巴克特拉地區（今巴爾赫）的希臘語名稱，位於現今阿富汗北部，而馬爾吉阿納則是馬爾古（Margu）的希臘語名稱，即是今土庫曼斯坦梅爾夫一帶。
1970年代往後，薩瑞阿尼迪在各個遺址上發現了大量被圍牆和閘門保護的紀念建築物。在蘇聯解體前，關於巴克特里亞·馬爾吉阿納文明體的報告大部分都局限在蘇聯的刊物裡，在1990年代薩瑞阿尼迪的作品開始被翻譯成各種語言之前，西方對於這個發現可以說是一無所知。

## 起源

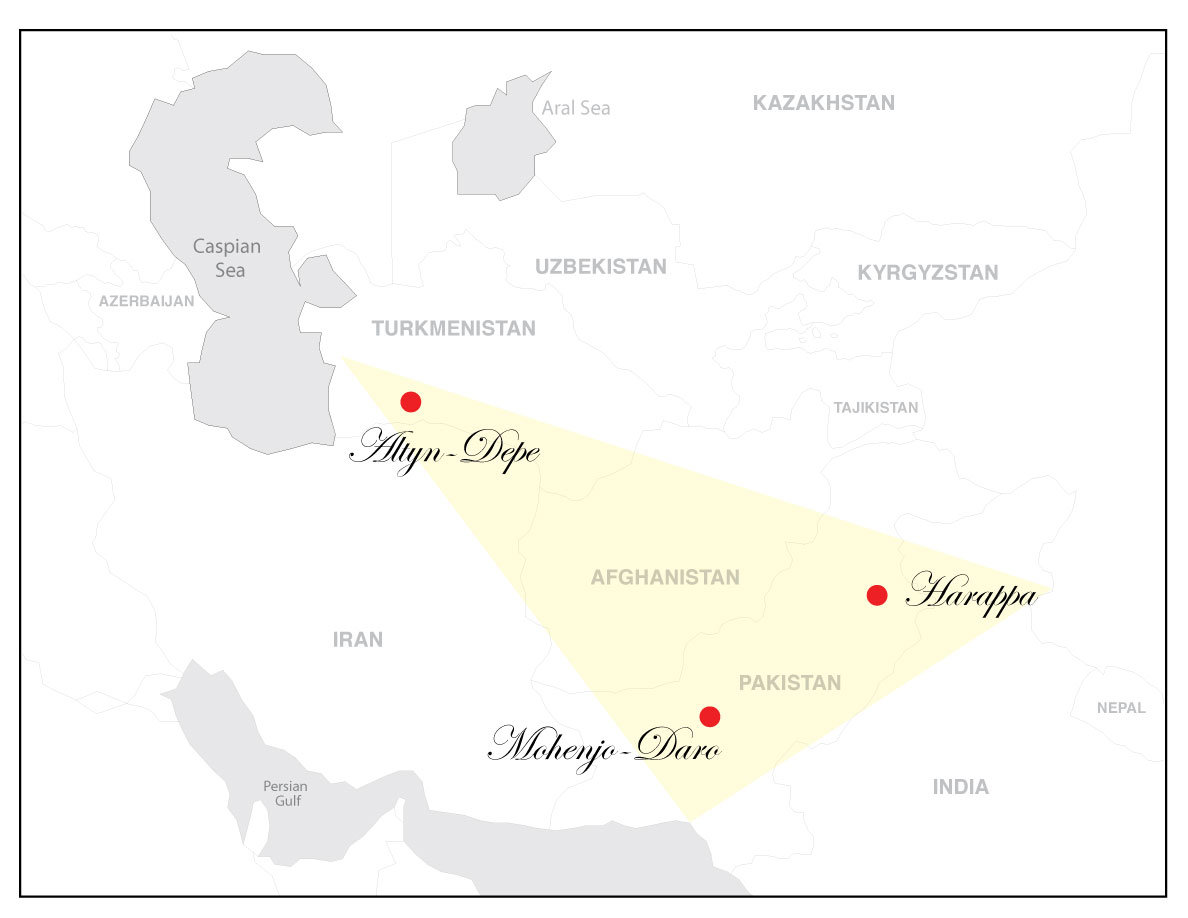
現代中東地圖上阿爾丁特佩及其他伊尼歐利希克時代遺址（哈拉帕和摩漢喬達羅）的位置。

在科佩特山脈水源豐富的北麓上發現的考古證據表明該處曾經是新石器時代人類的聚居地。在傑頓，泥磚屋已在公元前6000年出現，該處的農民飼養馴化的山羊和綿羊，種植小麥和大麥，這些動物和農作物全部都是源自西南亞。在新石器時代晚期的遺址查基里特佩，農民大量種植適合在乾旱環境灌溉的作物，如冬小麥，這種作物在紅銅時代（即前4300年—前3200年）相當普遍。
在紅銅時代，這個地區的人口滋長。1946年，瓦迪姆·米哈伊洛維奇·馬森領導對土庫曼斯坦南部的一次考古發現當時人們從伊朗中部遷至此處的跡象，將冶金技術和其他的發明帶到這裡，遷入的人們很快便融入傑頓的原居民。與此相比，2010年對莫朱克里特佩的一次考古卻發現新石器時代晚期與紅銅時代初期之間出現了驟變。
紅銅時代的聚居地在卡拉特佩和那摩扎特佩湧現，阿瑙、達殊里吉及耶斯特佩也有較小型的聚居地，東至吉奧克修爾地區也有類似的聚居地。約公元前3500年，在一向統一的文化當中，陶器制造開始出現了兩種不同的風格：西方（阿瑙、卡拉特佩及那摩扎特佩）色彩鮮艷的風格及東方（阿爾丁特佩及吉奧克修爾）的樸素風格，這反映出兩個部落的形成。到公元前3000年，吉奧克修爾的居民遷往穆爾加布河三角洲，並在該處組成了細小、散落的村落，甚至在更東面的中亞河中地區澤拉夫善河谷亦見其蹤影，樸素的陶器在這兩個地區較為流行。在中亞河中地區，他們在片治肯特附近的薩拉子目定居，伊朗東南部的沙赫爾蘇克泰赫（Shahr-i Shōkhta）也發現了阿爾丁特佩及吉奧克修爾風格的陶器，因此可知伊朗、土庫曼斯坦及阿富汗都散落著一些農村。

## 物質文化
巴克特里亞·馬爾吉阿納文明體的居民不是遊牧民族，他們灌溉種植小麥和大麥。他們宏偉的物質文化諸如紀念建築物、青銅制品、製陶及次等的珠寶展示了這個文明的特徵。巴克特里亞·馬爾吉阿納文明體可以與阿富汗西部的赫爾曼德、伊朗東部的沙赫爾蘇克泰赫及印度河谷的哈拉帕和摩漢喬達羅文明作出比較。
薩瑞阿尼迪將哥諾爾視為巴克特里亞·馬爾吉阿納文明體在青銅時代的首都。位於哥諾爾北部的宮廷面積達150米乘140米、托戈洛克的聖殿面積達140米乘100米、克勒里的堡壘面積達125米乘125米、阿吉一個地方統治者的宅邸面積達25米乘25米，這些巨大的建築物都已經被發掘出來。它們全部都有圍牆、閘門及扶壁的保護，至於如何將建築物歸類為宮廷或聖殿則仍未得到確切的答案。學者馬洛里指出，哥諾爾及托戈洛克等地的防禦性建築物類似一種名為加拉的要塞，要塞的形狀或呈圓形或呈長方形，三面都有圍牆包圍，要塞內有民居、工坊及聖殿。
在吉奧克修爾還發現了大規模的灌溉系統。
在阿爾丁特佩發現的兩輪推車原型是中亞有輪運輸最早的完整證據，來自公元前3000年，车轮的原型可能來自更早期。從挽具的種類推斷，推車最初由閹牛或公牛推動，但駱駝在巴克特里亞·馬爾吉阿納文明體被廣泛地馴養。在阿爾丁特佩還發現了由駱駝拖行的推車原型。
2000年在土庫曼斯坦阿瑙發現的細小石頭印章印上了幾何圖案，使一些人認為巴克特里亞·馬爾吉阿納文明體已發展出文字，因此也可以被視為文化文明。印章上五個醒目的標記類似中國的印章文字，但是中國的印章文字始自公元前220年的秦代，而阿瑙的印章圖案則來自公元前2300年。唯一與阿瑙的印章圖案相符的是來自泥雅（今民豐縣）的一個印章，其形狀幾乎完全一致，因此該印章被認為是來自西漢。

## 與其他文化的相互影響
一些來自巴克特里亞·馬爾吉阿納文明體的物料在印度河流域文明、伊朗高原及波斯灣被發現。巴克特里亞·馬爾吉阿納文明體遺跡的發現為貿易和文化的交流提供了更多的證據，包括在哥諾爾發現的一個埃蘭式圓筒印章及一個刻有一隻大象和印度文字的印章。阿爾丁特佩與印度河流域之間的關係似乎比較強。阿富汗北部阿姆河河岸的肖土蓋可能是一個貿易站。
公元前2000年，有證據指出巴克特里亞·馬爾吉阿納文明體與北面的歐亞草原的接觸加強。匯入鹹海的阿姆河河水被人們用來灌溉農作物，與安德羅諾沃文化的遊牧民族相似。有人推測這些民族在與巴克特里亞·馬爾吉阿納文明體接觸後轉而從事農耕。每個村落都發展出各自的陶器和物件，受安德羅諾沃文化影響的陶器在巴克特里亞及馬爾吉阿納被廣泛使用。在塔吉克斯坦的高地上，庫爾干以陶土制造的墓地結合了巴克特里亞·馬爾吉阿納文明體及安德羅諾沃文化的元素。

## 語言
語言學家邁克爾·威策爾（Michael Witzel）和亞歷山大·盧波斯基指出，原始印度-伊朗語的一種語支貌似是巴克特里亞·馬爾吉阿納文明體的原始語言 。盧波斯基進一步指出巴克特里亞·馬爾吉阿納文明體所用的許多詞語借用了印度-雅利安語支的語言，因此它可能是吠陀梵語的語支。一些巴克特里亞·馬爾吉阿納文明體的詞彙同樣可在吐火羅語裡找到。邁克爾·威策爾又指出這些借用詞包括農業、村落、村莊生活、動植物、儀式和宗教的相關用語，證明了印伊語使用者的文化互滲。

## 與印歐人的關係
為了尋找與印歐人相關的事物，巴克特里亞·馬爾吉阿納文明體也吸引了這些人的注意，印歐語系族人是原始印歐人的分支。薩瑞阿尼迪認為巴克特里亞·馬爾吉阿納文明體是印歐人的文明，並形容這是伊朗東南部人類遷移的結果。巴克特里亞·馬爾吉阿納的用具可在蘇薩、沙赫達德及泰佩葉海亞找得到，但學者蘭貝格-卡爾洛夫斯基不認為這可以證明文明體是源自伊朗東南部，「類似的用具也可以在伊朗高原及阿拉伯半島的各個遺址裡找到」。
西方考古學家傾向於巴克特里亞·馬爾吉阿納文明體是新石器時代近東農民組成的文明，後來卻受到安德羅諾沃印歐人的滲透，他們在這裡發展出一種混合的文化，然後向南遷移至印度次大陸。考古學家詹姆斯·帕特里克·馬洛里稱：
|  | 有人認為印歐人是從南部的伊朗草原移入巴克特里亞·馬爾吉阿納，那麼他們的草原文化必然會產生轉變。典型的草原陶器在巴克特里亞·馬爾吉阿納的遺址被發現，同樣的陶器也在伊朗、阿富汗、印度和巴基斯坦找到，這意味著他們在吸納了巴克特里亞·馬爾吉阿納文化之後的去向。 |

不過，拉爾等著名的考古學家卻對巴克特里亞·馬爾吉阿納文明體與印歐人之間的關係提出了質疑。
其他的考古學家認為由於缺乏文獻記錄，巴克特里亞·馬爾吉阿納文明體的種族和語族都難以單從物質證據去定斷。

## 註腳
1. ↑  Noble 2003，第57頁
2. ↑  West 2009，第74頁
3. ↑  Sabahuddin 2008，第24-25頁
4. 1 2  Sabahuddin 2008，第25頁
5. ↑  Harris, Gosden & Charles 1996，第423-442頁
6. ↑  Miller 1999，第13-19頁
7. 1 2 3 4  Masson 1992，第10章
8. ↑  Reinhard Bernbeck et al., A-II Spatial Effects of Technological Innovations and Changing Ways of Life （页面存档备份，存于）, in Friederike Fless, Gerd Graßhoff, Michael Meyer (eds.), Reports of the Research Groups at the Topoi Plenary Session 2010, eTopoi: Journal for Ancient Studies, Special Volume 1 (2011)
9. ↑  Kohl 2007，第186-187頁
10. 1 2 3  Lamberg-Karlovsky 2002，第63-88頁
11. ↑  Mallory 1997，第72頁
12. ↑  Kirtcho 2009，第25-33頁
13. ↑  Colarusso 2002，第35-47頁
14. ↑  Kohl 2007，第196-199頁
15. 1 2  Anthony 2007，第452-456頁
16. ↑  Witzel, Michael,  (PDF), Bronkhorst, J.  (编),  (PDF), M. Deshpande, Cambridge, Massachusetts: 337–404, 1999  [2011-03-22], （原始内容存档 (PDF)于2016-10-08）
17. ↑  Witzel, Michael. . Sino-Platonic Papers. 2003, (129).
18. ↑  Lubotsky, Alexander,  (PDF), Carpelan, Christian  (编),  (PDF), Asko Parpola, Petri Koskikallio, Helsinki, Finland: Finno-Ugrian Society: 301–317, 2001  [2011-03-22], （原始内容存档 (PDF)于2008-04-11）
19. ↑  Michael Witzel, Linguistic Evidence for Cultural Exchange in Prehistoric Western Central Asia, Sino-Platonic Papers, no. 129 (December 2003).
20. ↑  Mallory 1997，第73頁
21. ↑  . Archaeology Online.   [September 4, 2011]. （原始内容存档于2021-02-23） （英语）.

## 外部連結
- 關於古納爾泰佩考古遺址的文件 （页面存档备份，存于）